# ソニア・スイ
ソニア・スイ（隋棠、Sonia Sui、1980年10月22日 - ）は台湾南投県中興新村生まれ、南投市出身のモデル、女優である。
キャットウォーク・プロダクション・ハウス所属。身長172cm、てんびん座。

## 人物・経歴
中学時代は、台湾の国民中学に通い、13歳の時にポーランドへ移り住む。その後、カナダ・マニトバ州にあるウィニペグ大学の心理学科へと進学する。
台湾に帰国後は、偉特模特兒経紀公司（偉特モデルプロダクション）に在籍。2005年から、凱渥模特儿経紀公司(キャットウォーク・モデルプロダクション)に所属。ワールドアジアモデルグランプリ(2002年)第2位、台湾国際モーターショー・モデルグランプリ（2006年）第1位、男人装（FHM）の百大女神（2008年）にて第4位の成績を収めるなどしていたが、近年ではドラマ出演も増えている。
2015年1月、女優のタミー・ライ（頼佩霞）の義理の息子でアメリカ在住の一般男性と結婚。
2015年8月、長男を出産。
2017年1月31日、自身のフェイスブックで長女出産を発表。

## 出演作品

### ドラマ
- 愛恋両千米
- 舞動奇跡 - 杜佳俐 役
- 愛情来了 - 藍美琪 役
- 星願
- 死了都要愛 - 小樹 役
- 極速伝説1
- 極速伝説2 - MIKI 役
- 王子變青蛙（邦題：カエルになった王子様） - 黛安芬 役（ゲスト）
- 愛情魔髪師（邦題：ラヴスタイリスト） - 葉可嵐（イエ・カラン） 役
- 天堂来的孩子 - 丁凱莉 役
- 痞子英雄（邦題：ブラック&ホワイト） - 雷慕莎（レイ・ムーシャ） 役
- 那一年的幸福時光 - 黄国芬 役
- 偸心大聖PS男（邦題：P.S.男） - 馬小茜（マー・シャオチェン） 役
- 犀利人妻（邦題：結婚って、幸せですか） - 謝安真（シエ・アンジェン） 役
- 愛的生存之道（邦題：イタズラな恋愛白書 Part2） - 紀安蕾（アンレイ） 役
- 徴婚啓事 - 李海寧 役
- 長在麵包樹上的女人 - 宋迪之 役
- 動物系戀人啊（邦題：恋愛動物） - 盧芬妮（ルー・フェンニー） 役

### 映画
- 生死極速
- 為愛発電(2009年)
- 命運化妝師（邦題：運命の死化粧師）(2011年) - 陳庭（チェンティン）役
- 犀利人妻最終回：幸福男·不難（邦題：結婚って、幸せですか THE MOVIE）(2012年) - 謝安真（シエ・アンジェン） 役
- 甜・祕密（Together（英題））(2013年)……第26回東京国際映画祭で上映。『すこし恋して、ちょっと愛して』の邦題でアジアフォーカス・福岡国際映画祭でも上映。
- 大稲埕（邦題：ピース! 時空を越える想い）(2014年)
- 撒嬌女人最好命(2015年) - 蓓蓓 役
- 青田街一號(2015年) - 阿姑 役

### 番組司会
- MTV「FASHION GUIDE愛漂亮」
- ディスカバリーチャンネル「玩美女人窩」

### 参加番組
- 2007年2月17日 「齊天大勝: 鴻福齊天猪事大吉」
- 2007年2月18日 「全民大悶鍋」
- 2007年12月28日「康熙來了」

### プロモーションビデオ出演
- 林宇中：「旋律」
- Style：「両難」
- 胡彦斌：「18禁」

### 書物
- 『隋棠的東欧風景』

### 吹き替え映画
- 『サーフズ・アップ』 - ラニ　役

### CM/イメージキャラクター
- 2024年　大成集団 上品語鮮蛋[4]